# Hải quân nước xanh dương

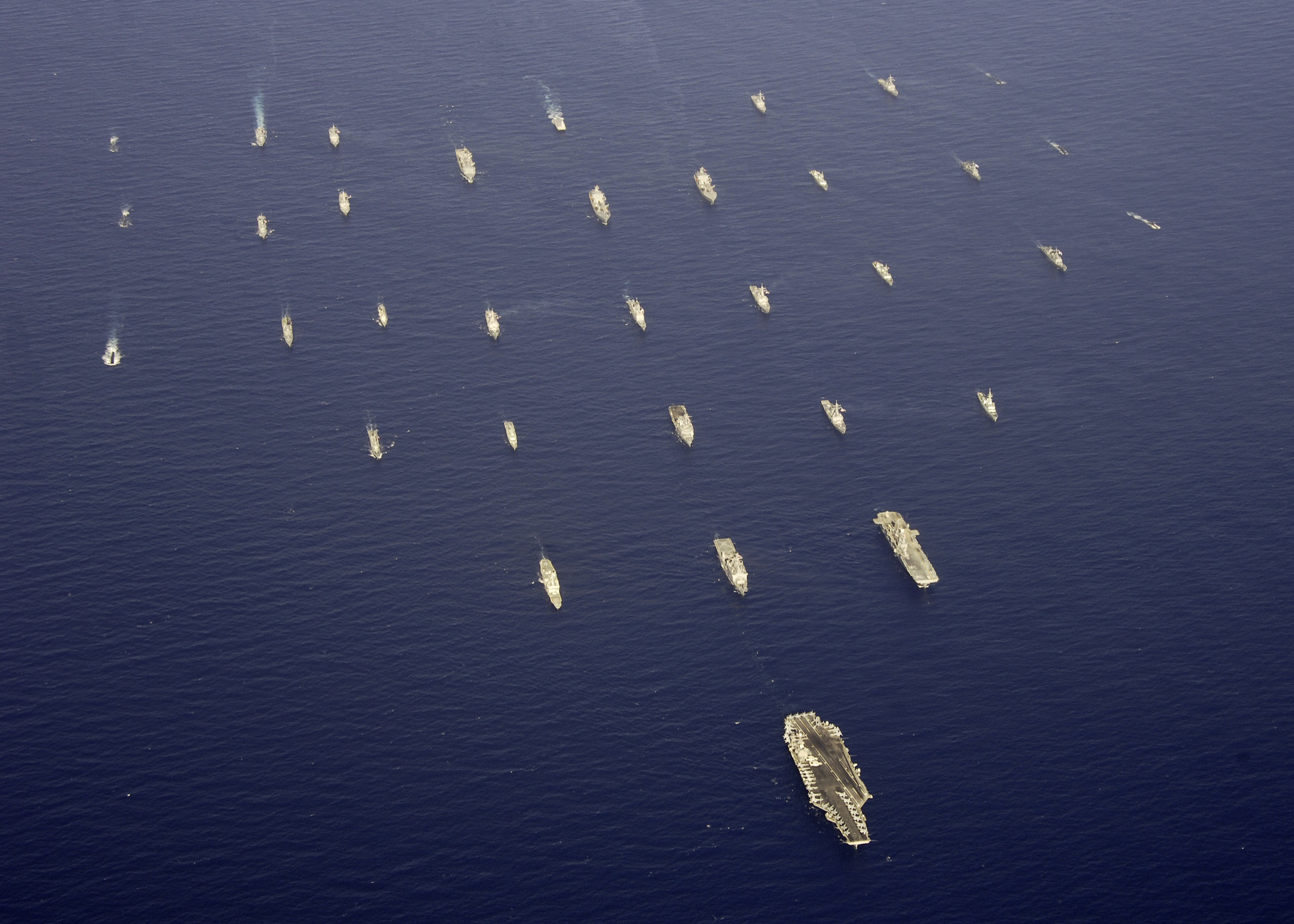
Hạm đội diễn tập Vành đai Thái Bình Dương (RIMPAC) năm 2006.

Hải quân nước xanh dương (tiếng Anh: Blue-water navy), hoặc gọi là hải quân ngoại dương, là hình thái hải quân có khả năng đem lực lượng trên biển mở rộng đến viễn dương và khu vực biển sâu, có đủ năng lực tác chiến viễn chinh. Cái gọi là nước xanh dương, chính là chỉ nước biển màu xanh của hải dương. Hải quân nước xanh dương phải có sẵn năng lực chấp hành nhiệm vụ lâu dài ở ngoại dương, đồng thời bảo vệ nước mình cùng với an ninh và lợi ích quốc gia ở nước ngoài trong đại dương rộng lớn.

## Định nghĩa

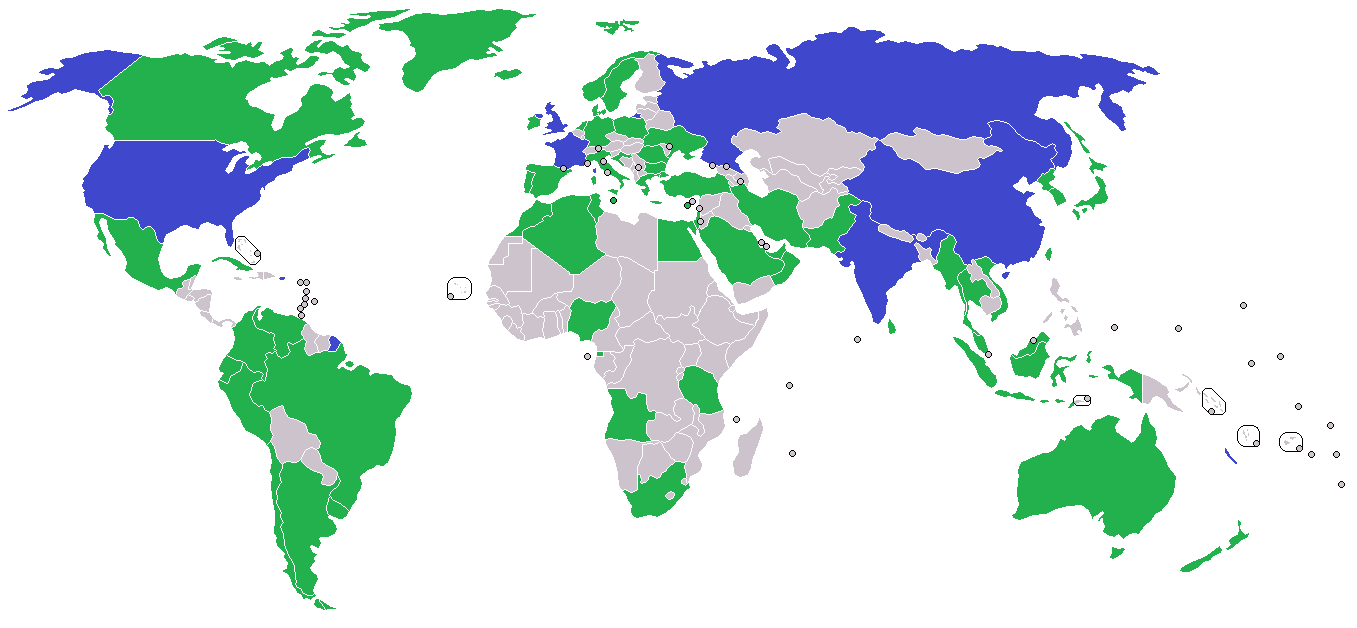
Bản đồ phân bố hải quân nước xanh dương và hải quân nước xanh lá trên toàn cầu giản lược, nhưng hải quân của số ít quốc gia được biết rộng khắp rằng, năng lực hơi khác biệt với phân loại trên bản đồ, chỉ làm tham khảo
Hải quân nước xanh dương
Hải quân nước xanh lá

Loại hình tác chiến của hải quân dùng địa lí học hải dương tiến hành phân chia, thông thường có thể chia nhỏ thành bốn loại hình: hải quân nội lục, hải quân nước nâu, hải quân nước xanh lá và hải quân nước xanh dương, hải quân của ba loại sau là chủ thể của hải quân hiện đại.
Tại vùng biển cách đất liền gần nhất khoảng 200 hải lí về phía trong, bởi vì trong nước biển đã trộn lẫn đất và bùn nên có màu nâu vàng, được giới hải dương quốc tế thêm từ "nước nâu" hoặc "nước vàng" trước tên gọi (brown-water navy). Từ điểm kết thúc của khu vực nước nâu kéo dài đến khu vực trên hàng trăm hải lí, nước biển tinh khiết hơn so với nước nâu, cho nên được định nghĩa là nước xanh lá (green-water). Hải quân nước nâu và hải quân nước xanh lá là chỉ lực lượng hải quân hoạt động chủ yếu ở vùng biển thềm lục địa sát gần bờ biển, nương tựa vào sự hỗ trợ của các căn cứ đất liền, nhiệm vụ chủ yếu là bảo vệ an toàn đường bờ biển nước mình, do đó còn được gọi là hải quân phòng thủ ven bờ và hải quân phòng thủ gần biển, hải quân nước nâu và hải quân nước xanh lá trang bị vũ khí gốc đất liền và chiến hạm loại nhẹ là chính.
Khu vực biển sâu nằm bên ngoài khu vực xanh lá, bao gồm vùng đặc quyền kinh tế và vùng tiếp giáp do Công ước Luật hải dương Liên Hợp Quốc quy định, nước biển tương đối tinh khiết hơn so với nước nâu và nước xanh lá, bị tạp chất đất liền ảnh hưởng ít, nước biển cơ bản có màu xanh dương hoặc màu xanh đen, do đó được gọi là nước xanh dương. Lực lượng hải quân quốc gia lấy vùng biển nước xanh dương làm trọng điểm chiến lược là hải quân nước xanh dương. Nhiệm vụ chủ yếu của hải quân nước xanh dương là bảo vệ quyền, lợi ích và an ninh hải dương của nước mình, hoàn thành độc lập nhiệm vụ tác chiến ở vùng biển ngoài trước thế lực thù địch uy hiếp an ninh hải dương của nước mình. Hải quân nước xanh dương có sẵn tính chất đầu tống quân lực, có thể xếp đặt trên toàn cầu, quy mô lớn, năng lực tự cấp tương đối mạnh, trang bị chiến hạm mặt nước loại lớn là chính, thông thường sở hữu biên đội tàu sân bay có năng lực đầu tống quân lực và có thể thực thi cuộc tấn công hoả lực ba chiều: mặt nước, dưới nước và trên không.
Hải quân nước xanh dương nên có sẵn năng lực phòng thủ đối với sự uy hiếp trước mặt, trên không và lặn ngầm, năng lực tiếp viện hậu cần có khoảng cách xa và thời gian dài, hơn nữa vẫn phải có năng lực tác chiến dưới điều kiện đặc thù (ví dụ cụm băng sơn ở Bắc Cực). Chỉ có số ít quốc gia có hải quân nước xanh dương thực chất, phần lớn các nước ở vào giai đoạn từ hải quân nước xanh lá chuyển sang hải quân nước xanh dương, hơn nữa ảnh hưởng ít nhiều đến đặc khu kinh tế ven biển.
Mặc dù chưa có định nghĩa rõ ràng, đa phần cho biết việc tổ biên tàu sân bay là điều tuyệt đối phải cần, nhưng vào đầu năm 1980, Úc tranh luận không ngừng về việc có giữ lại tàu sân bay HMAS Melbourne (R21) hay không, nhân viên hải quân cao cấp cảnh cáo: "Không có tàu sân bay, Úc dễ bị tổn thương trước các mối uy hiếp khác nhau". Một vị cựu tham mưu trưởng đã vậy còn tuyên bố: "Nước Úc sẽ không có hải quân nước xanh dương nữa".